# Sanos S200
Sanos S200 – przegubowy miejski autobus jugosłowiański produkowany przez kilka ośrodków: Fabrika Automobila Priboj (FAP) (produkcja tylnych mostów, układu przeniesienia napędu i układu hamulcowego) fabryka Famos w Sarajewie (silniki i skrzynie biegów), fabryka w Skopje (nadwozia i montaż).